# 林克武
林克武（1918年—2010年），男，广西陆川人，中华人民共和国政治人物，曾任广西壮族自治区政协副主席，广西壮族自治区人大常委会副主任，中华诗词学会副会长，第二、三届全国人大代表。